# Oepfershausen
Oepfershausen ist ein Ortsteil der Stadt Wasungen im Landkreis Schmalkalden-Meiningen im fränkisch geprägten Süden von Thüringen.

## Geografie
Oepfershausen liegt nordwestlich von Meiningen, in der Vorderrhön, am Fuße des Hahnberges.

### Nachbargemeinden
Die Nachbargemeinden waren zuletzt im Süden die Gemeinden Unterkatz und Oberkatz, im Osten Wahns, im Nordosten Schwallungen, im Norden Friedelshausen sowie hinter dem Hahnberg im Westen die Stadt Kaltennordheim.

## Geschichte
Erstmals wurde der Ort im Jahre 1183 erwähnt. Wesentlich geprägt wurde er von 1330 bis 1731 durch die Adelsfamilie von Auerochs und von 1595 bis 1711 durch die Familie von Herda. Die beiden miteinander konkurrierenden Geschlechter hatten zwei Burgen und vier Rittergüter im Ort. Nach dem Aussterben der Herda 1711 erwarben die Auerochs deren Besitz, und nach dem Erlöschen der Auerochs nur 20 Jahre später mit dem Tod von Georg Friedrich von Auerochs 1731 fiel der gesamte Besitz an den Landesherrn, Herzog Karl Friedrich von Sachsen-Meiningen, und wurde eine Domäne. Heute ist das Gutshaus ein Künstlerhaus. Der Ort gehörte ursprünglich zur Zent Friedelshausen, die um 1350 im hennebergischen Amt Sand aufging. Von 1825 bis 1827 befand sich im Ort die Verwaltung des sachsen-meiningischen Amts Sand.
Oepfershausen war 1598–1633 von Hexenverfolgungen betroffen: 22 Frauen und vier Männer gerieten in Hexenprozesse, 14 Personen wurden hingerichtet, eine Frau wurde mit Landesverweisung bestraft. Erstes Opfer 1610 war Margaretha Heide.
Ab 1991 gehörte die Gemeinde zur Verwaltungsgemeinschaft Amt-Sand mit Sitz in Oepfershausen, 1995 erfolgte der Zusammenschluss mit der Verwaltungsgemeinschaft Wasungen und Walldorf.
Am 1. Januar 2019 wurde die Gemeinde Oepfershausen in die Stadt Wasungen eingegliedert, die der Verwaltungsgemeinschaft Wasungen-Amt Sand angehört.

### Einwohnerentwicklung
Entwicklung der Einwohnerzahl (31. Dezember):
| - 1994: 568 - 1995: 567 - 1996: 559 - 1997: 559 - 1998: 554 - 1999: 557 | - 2000: 545 - 2001: 530 - 2002: 526 - 2003: 530 - 2004: 528 - 2005: 519 | - 2006: 517 - 2007: 508 - 2008: 500 - 2009: 488 - 2010: 492 - 2011: 486 | - 2012: 486 - 2013: 485 - 2014: 468 - 2015: 470 - 2016: 473 - 2017: 461 |

 Datenquelle: Thüringer Landesamt für Statistik

## Politik

### Gemeinderat
Der Gemeinderat aus Oepfershausen setzte sich zuletzt aus 8 Mitgliedern der Wählergruppe Oepfershausen zusammen.
(Stand: Kommunalwahl 2014)

### Bürgermeister
Der ehrenamtliche Bürgermeister ist Mario Wilk.

## Kultur und Sehenswürdigkeiten

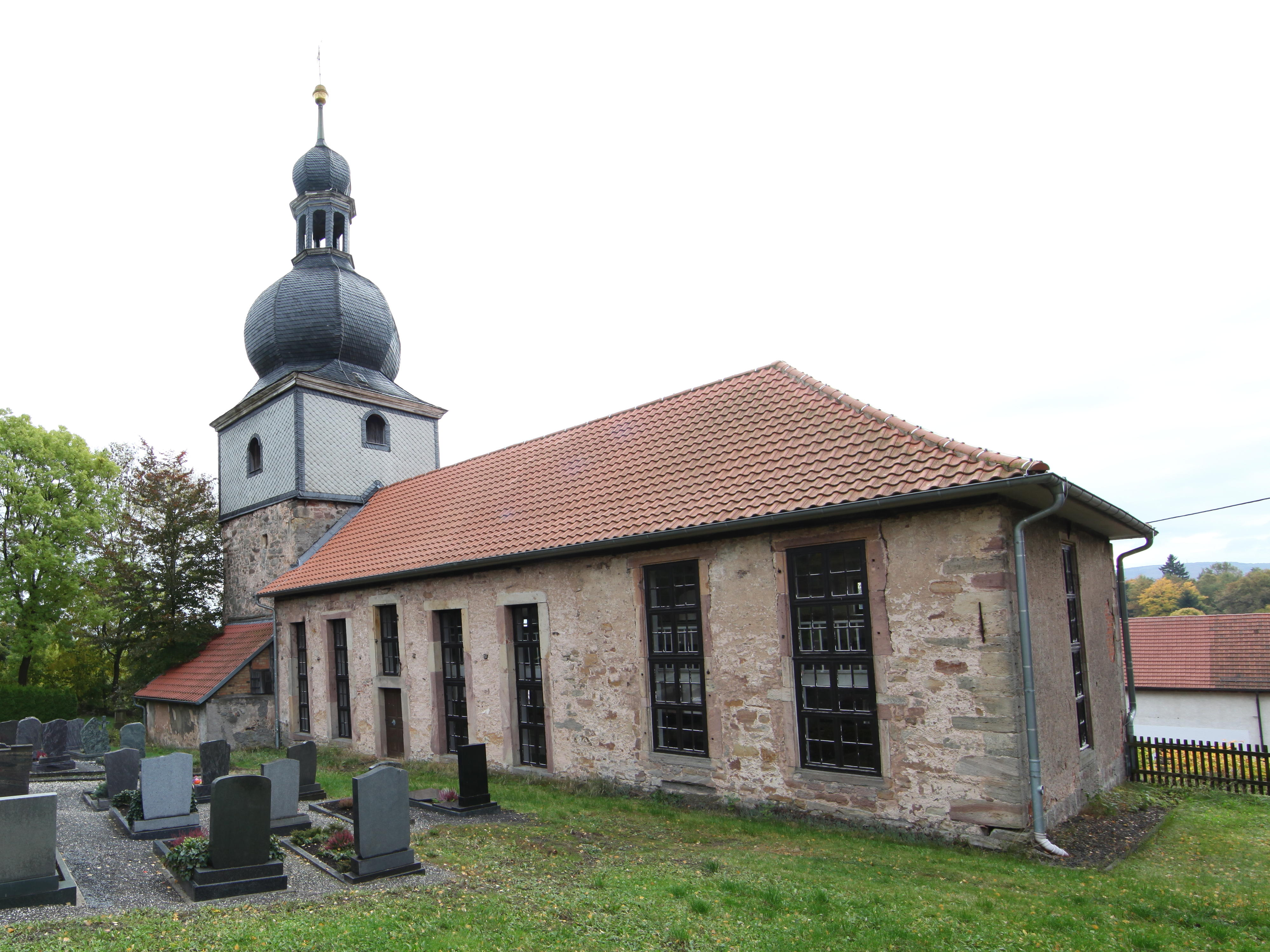
Evangelische Pfarrkirche

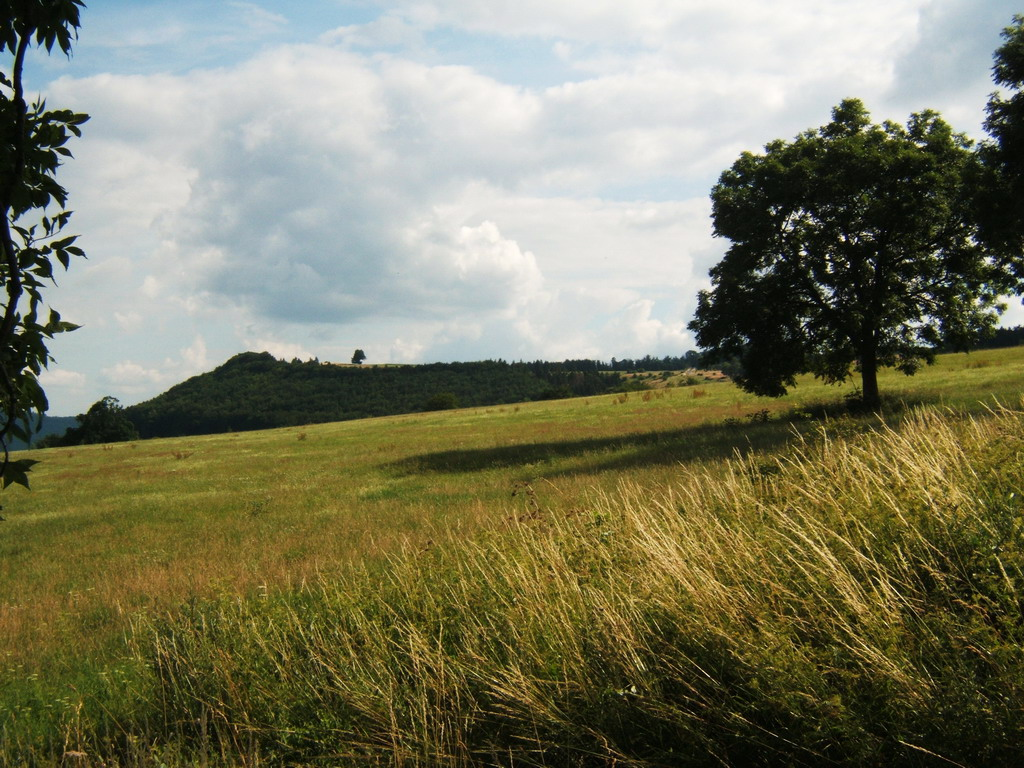
Die Krücke

### Bauwerke
- Die evangelische Pfarrkirche wurde auf dem Vorgängerbau aus dem 15. Jahrhundert im Jahre 1718 erbaut. An der Südostseite befindet sich ein bärtiger Männerkopf, der  Christuskopf genannt wird, statt der üblichen Bezeichnung Baumeisterkopf. Außerdem befindet sich in der Kirche ein prunkvolles Bildnis von 1731 ihres Bauherrn und Förderers Georg Friedrich von Auerochs.
- Im Ort befinden sich eine Kunststation, sowie nennenswerte Fachwerkhäuser wie das Haus Nr. 72, an dem sich ein Wappenstein des um 1800 abgerissenen Auerochsschen Schlosses befindet.
- Die weiträumige geschlossene Anlage des Schwarzen Schlosses, das als Wirtschaftshof des Auerochsschen Schlosses diente, stammt von 1708, wurde in der Mitte des 20. Jahrhunderts von der Gemeinde erworben, zum wirtschaftlichen Dorfmittelpunkt ausgebaut und 1993 restauriert.
- Das zwei Kilometer südwestlich des Ortes befindliche Gehöft Amönenhöhe wurde 1856 für den Pfarrer Köhler von Oepfershausen als Alterswohnsitz erbaut und nach dessen Ehefrau Amöne benannt. Im Jahr 1936 wurde gegenüber der Berggasthof Amönenhof errichtet – seitdem ein beliebter Treffpunkt für Wanderer in der Rhön. Der heutige Wirt hat eine beachtliche Sammlung alter Uhrwerke in seinem Besitz, die man in jedem Winkel des Anwesens betrachten kann. Der Gasthof ist daher auch als „Turmuhrenklause“ bekannt.[3]

### Naturdenkmäler
- Am Südhang des Hahnbergs befindet sich der vorgelagerte 604 Meter hohe Bergrücken Krücke sowie der Amönenhof mit zwei Ausflugsgaststätten, darunter die Turmuhrenklause mit historischen Turmuhr- und Schlagwerken.

## Persönlichkeiten
- Johann Wilhelm Hoßfeld (* 19. August 1768 in Oepfershausen, † am 23. Mai 1837 zu Dreißigacker), Forstmathematiker